# Phlebotomus depaquiti
Phlebotomus depaquiti är en tvåvingeart som beskrevs av Gantier 2006. Phlebotomus depaquiti ingår i släktet Phlebotomus och familjen fjärilsmyggor.
Artens utbredningsområde är Franska Guyana. Inga underarter finns listade i Catalogue of Life.